# Ronnie James Dio - This Is Your Life
Ronnie James Dio - This Is Your Life è un album tributo del 2014 dedicato al cantautore statunitense Ronnie James Dio, cantante di storici gruppi heavy metal come Elf, Rainbow, Black Sabbath, Heaven & Hell e Dio.  L'album contiene molte delle canzoni più famose del cantante interpretate da vari artisti, più la canzone originale This Is Your Life dell'album Angry Machines, da cui è anche preso il titolo dell'album.
Data la morte del cantante per un cancro allo stomaco nel 2010, i ricavi della vendita sono stati destinati alla Ronnie James Dio Stand Up and Shout Cancer Fund, l'associazione nata in suo nome.
Heaven And Hell e Stand Up And Shout sono due bonus track per il Giappone.

## Tracce
1. Anthrax – Neon Knights
2. Tenacious D – The Last In Line
3. Adrenaline Mob – The Mob Rules
4. Corey Taylor, Roy Mayorga, Satchel, Christian Martucci, Jason Christopher – Rainbow In The Dark
5. Halestorm – Straight Through The Heart
6. Motörhead e Biff Byford – Starstruck
7. Scorpions – The Temple Of The King
8. Doro – Egypt (The Chains Are On)
9. Killswitch Engage – Holy Diver
10. Glenn Hughes, Simon Wright, Craig Goldy, Rudy Sarzo, Scott Warren – Catch The Rainbow
11. Oni Logan, Jimmy Bain, Rowan Robertson, Brian Tichy – I
12. Rob Halford, Vinny Appice, Doug Aldrich, Jeff Pilson, Scott Warren – Man On The Silver Mountain
13. Metallica – Ronnie Rising Medley
14. Dio – This Is Your Life
15. Stryper – Heaven And Hell
16. Dio Disciples – Stand Up And Shout
17. Jasta – Buried Alive